# Jan van Roessel
Joannes Cornelis Christianus van Roessel dit Jan van Roessel (7 avril 1925 à Tilbourg – 3 juin 2011) est un footballeur international néerlandais des années 1950.

## Biographie
Joueur du TSV Longa et du Willem II Tilburg, il remporte le championnat des Pays-Bas à deux reprises en 1952 et en 1956, et est élu « Joueur du siècle » de Willem II. 
Attaquant, il est international néerlandais à cinq reprises de 1949 à 1955, participant aux JO 1952, inscrivant le seul but néerlandais contre le Brésil. Les Pays-Bas sont éliminés au premier tour.